# روبرت آرزومانیان
روبرت نورایری آرزومانیان (به ارمنی: Ռոբերտ Նորայրի Արզումանյան) (متولد ۲۴ ژوئیهٔ ۱۹۸۵ در شهر ایروان)، بازیکن بازنشسته فوتبال اهل ارمنستان می‌باشد.

## باشگاهی
این بازیکن سابقه بازی در تیم‌های باشگاهی پیونیک، راندرس، یاگلونیا بیاویستوک، زسکا-انرگیا خاباروفسک، آکتوبه، آرتساخ، شاختار قراغندی و آمکار پرم را نیز در کارنامه دارد.

## تیم ملی
وی همچنین در زیر ۲۱ سال ارمنستان و تیم ملی فوتبال ارمنستان بازی کرده‌است. نخستین بازی ملی خود را که یک بازی دوستانه بود در تاریخ ۱۸ مارس ۲۰۰۵ در العین امارات متحده عربی در مقابل کویت انجام داده‌است.

### بازی‌ها
| تیم ملی فوتبال ارمنستان | تیم ملی فوتبال ارمنستان | تیم ملی فوتبال ارمنستان |
| سال                     | حضورها                  | گل‌ها                    |
| ----------------------- | ----------------------- | ----------------------- |
| ۲۰۰۵                    | ۸                       | ۰                       |
| ۲۰۰۶                    | ۵                       | ۰                       |
| ۲۰۰۷                    | ۱۱                      | ۳                       |
| ۲۰۰۸                    | ۱۰                      | ۰                       |
| ۲۰۰۹                    | ۷                       | ۱                       |
| ۲۰۱۰                    | ۶                       | ۰                       |
| ۲۰۱۱                    | ۲                       | ۰                       |
| ۲۰۱۲                    | ۷                       | ۰                       |
| ۲۰۱۳                    | ۷                       | ۰                       |
| ۲۰۱۴                    | ۶                       | ۱                       |
| ۲۰۱۵                    | ۵                       | ۰                       |
| مجموعاً                  | ۷۴                      | ۵                       |

### گل‌های ملی
| #  | تاریخ          | ورزشگاه                                          | حریف     | گل زده | نتیجه | رقابت                               | منبع |
| -- | -------------- | ------------------------------------------------ | -------- | ------ | ----- | ----------------------------------- | ---- |
| ۱. | ۲ ژوئن ۲۰۰۷    | Central Stadium, آلماتی، قزاقستان                | قزاقستان | ۱–۰    | ۲–۱   | مرحله مقدماتی جام ملت‌های اروپا ۲۰۰۸ |      |
| ۲. | ۲۲ اوت ۲۰۰۷    | ورزشگاه جمهوریت وازگن سارگسیان، ایروان، ارمنستان | پرتغال   | ۱–۰    | ۱–۱   | مرحله مقدماتی جام ملت‌های اروپا ۲۰۰۸ |      |
| ۳. | ۸ سپتامبر ۲۰۰۷ | Dasaki Stadium, اچنا، قبرس                       | قبرس     | ۱–۱    | ۱–۳   | بازی دوستانه                        |      |
| ۴. | ۱۰ اکتبر ۲۰۰۹  | ورزشگاه جمهوریت وازگن سارگسیان، ایروان، ارمنستان | اسپانیا  | ۱–۱    | ۱–۲   | مرحله مقدماتی جام جهانی فوتبال ۲۰۱۰ |      |
| ۵. | ۱۱ اکتبر ۲۰۱۴  | ورزشگاه جمهوریت وازگن سارگسیان، ایروان، ارمنستان | صربستان  | ۱–۰    | ۱–۱   | مرحله مقدماتی جام ملت‌های اروپا ۲۰۱۶ |      |

## افتخارات

### باشگاهی
پیونیک
- لیگ برتر فوتبال ارمنستان (۵): ۲۰۰۳, ۲۰۰۴, ۲۰۰۵, ۲۰۰۶, ۲۰۰۷
- جام استقلال ارمنستان (۱): ۲۰۰۴
- سوپر جام فوتبال ارمنستان (۳): ۲۰۰۳، ۲۰۰۴، ۲۰۰۶

 آکتوبه
- سوپر جام فوتبال قزاقستان (۱): ۲۰۱۴[۲]

### انفرادی
- لیگ برتر فوتبال ارمنستان بهترین بازیکن تازه‌وارد: ۲۰۰۵
- لیگ برتر فوتبال ارمنستان The best young quarterback: ۲۰۰۵